# ۵۴۶ (پیش از میلاد)
۵۴۶ (پیش از میلاد) ۵۴۶مین سال قبل از تقویم میلادی است.

## رویدادها
- غلبه ایران بر لیدیه
- برگزیدن پاسارگاد به عنوان پایتخت ایران از سوی کوروش
- قدرت گرفتن پئی سیستراتوس در آتن
- اوپالینوس (معمار یونانی) کانال‌هایی ساخت که آب آتن را تأمین می‌کردند.
- کوروش پادگانی را در سارد بنیاد نهاد و شهرهای یونانی ایونیا را به امپراتوری هخامنشیان ملحق نمود.
- امضای پیمان صلح بین پادشاهان مختلف چین
- وقوع کودتا در دولت چی

## درگذشتگان
مرگ تالس، فیلسوف بزرگ یونانی (تاریخ تقریبی)